# Những cuộc phiêu lưu khó tin của người Ý trên đất Nga
Những cuộc phiêu lưu khó tin của người Ý trên đất Nga (tiếng Nga: Невероятные приключения итальянцев в России, tiếng Ý: Una matta, matta, matta corsa in Russia/Cuộc chạy đua điên cuồng, điên cuồng, điên cuồng trên đất Nga) là một bộ phim phiêu lưu - hài hước của đạo diễn Eldar Ryazanov, ra mắt lần đầu năm 1973.

## Nội dung
Một signora russa emigrata (quý bà mệnh phụ) Nga di cư già hấp hối tại một bệnh viện Roma, khi hấp hối bà kể cho cô cháu Olga duy nhất rằng bà có một kho báu lớn chôn ở Leningrad, dưới chân tượng sư tử ("подо львом"). Và thế là tất cả những ai biết về bí mật này vội vàng bay tới Leningrad - Olga, hai điều dưỡng Giuseppe và Antonio, một bác sĩ của bệnh viện, một bệnh nhân của bệnh viện với cái chân gãy và một gã mafioso Rosario Agrò, người cũng tình cờ nghe được những lời cuối cùng của signora. Và ở Moscow thì tự dưng lại thêm Andrei, một anh hướng dẫn viên du lịch cũng bị lôi cuốn vào cuộc tìm kiếm phức tạp này...
Trong quá trình tìm kiếm kho báu, "nhóm làm việc" đã tiêu diệt cơ man là sư tử đá (đặc biệt năng suất là anh bạn mafioso Rosario Agrò). Rồi thì họ đào cả dưới chân đài tưởng niệm Lev Tolstoi - cũng là подо львом mà. Tuy nhiên cuối cùng thì hoá ra là kho báu chôn trong Vườn thú Leningrad, trong chỗ dấu bí mật dưới một chuồng sư tử sống. Họ tìm được kho báu và tìm cách thoát khỏi con sư tử - anh chàng sư tử này luôn theo sát người có kho báu...

## Diễn viên
- Andrey Mironov... Andrey Vasilyev (Cảnh sát trưởng)
- Ninetto Davoli... Giuseppe
- Antonia Santilli... Olga
- Alighiero Noschese... Antonio Lo Mazzo
- Tano Cimarosa... Rosario Agrò
- Yevgeny Yevstigneyev... Người tàn tật
- Olga Aroseva... Mẹ Andrey
- Gigi Ballista... Dottore
- Valentin Grachyov... Nhân viên Hải quan
- Zoya Isayeva... Bác sĩ
- Aleksandr Lukyanov
- Yury Mikhailov
- Ella Nekrasova
- Boris Runge
- Franca Sciutto
- Larisa Vikkel... Tiếp viên Hàng không
- Valery Vinogradov